# Sidi Khaled (Biskra)
Sidi Khaled (în arabă سيدي خالد) este o comună din provincia Biskra, Algeria.
Populația comunei este de 43.315 locuitori (2008).